# بریتنی امبر
بریتنی امبر (انگلیسی: Britney Amber)؛ (زاده ۱۰ نوامبر ۱۹۸۶) یک بازیگر پورنوگرافی اهل ایالات متحده آمریکا است.